# Herpetacanthus angustatus
Herpetacanthus angustatus är en akantusväxtart som beskrevs av Indriunas och Kameyama. Herpetacanthus angustatus ingår i släktet Herpetacanthus och familjen akantusväxter. Inga underarter finns listade i Catalogue of Life.